# Thalamegos

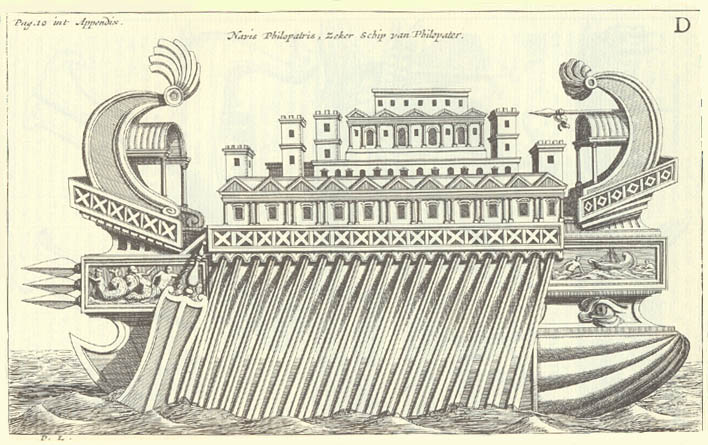
Zeichnung von Nicolas Witsen von 1671

Der Thalamegos (altgriechisch θαλαμηγός ‚Leiter des Gemaches/der Gemächer‘; von θάλαμος thálamos ‚Gemach, Gemächer‘ und ἡγεῖσθαι hegeísthai ‚führen, leiten‘) war ein 115 m langes, ca. 14 m breites und ca. 20 m hohes prunkvolles Nilschiff mit Doppelrumpf ähnlich einem Katamaran, der ein riesiges, zweistöckiges Palastgebäude trug.
Der ägyptische König Ptolemaios IV. Philopator ließ das Schiff für sich und seine Gemahlin Arsinoë III. erbauen. Der Name bedeutet heute so viel wie Kabinenkreuzer oder Yacht.

## Beschreibung
Der Schiffsrumpf bestand aus zwei miteinander verbundenen Einzelrumpfsegmenten aus Holz mit hochgezogenem, leicht nach hinten gebogenem Vordersteven mit Rammsporn. Vor dem Palastgebäude befand sich ein großer Mast mit Rah auf dem Vorschiff, der nur der Zierde diente, möglicherweise einer Hilfsbesegelung. Das Palastgebäude des Thalamegos bestand aus Erdgeschoss und erstem Stock. Das Erdgeschoss säumten schlanke korinthische Säulen, der erste Stock wurde fast vollständig von einer Fensterfront gebildet. Unter dieser befand sich ein aufgemalter Fries. Der Thalamegos war nicht für die offene See konstruiert, sondern nur für den Nil und seine Seitengewässer. Außerdem hätte ein einzelnes Segel nie ausgereicht, solch einen Giganten vorwärtszubewegen. Das riesige Schiff wurde von kleineren Schiffen bzw. von Land aus geschleppt.
Die Thalamegos war laut der Beschreibung des Kallixeinos von Rhodos ein halbes Stadion lang, dreißig Ellen breit und vierzig Ellen hoch. Der Mast mit dem Rahsegel maß eine Höhe von siebzig Ellen.
Im Inneren gab es zwei große Prunksäle für den König und die Königin. Beide hatten ihre eigenen Schlafzimmer, ein gemeinsames gab es nicht. Der Empfangssaal des Königs war zwar größer als der der Königin, aber nicht prunkvoller. Die Räume waren mit Elfenbein (Figuren, Verzierungen), Zedernholz (Säulen, Täfelungen), Gold (Deckengestaltung) und Marmor (Wände, Säulen, Figuren) ausgestattet, die Speisesofas mit persischen Decken geschmückt. Dazu gab es angeschlossene Grottennachbildungen mit Standbildern. Ein 20 m langer Elfenbeinfries zierte den Prunksaal der Königin. Die Innen- sowie die Außenausstattung war an griechischer Architektur orientiert, nicht an ägyptischer – typisch für ptolemäisches Bauverhalten.
Der Thalamegos enthielt nur einen einzigen ägyptischen Raum. Als Besonderheit war ein kleiner Rundtempel (Tholoidkuppel) der Aphrodite zu Ehren Arsinoës im oberen Stockwerk eingebaut. Alle Materialien waren von höchster Qualität und erlesener Pracht, selbst das Tauwerk soll mit Purpur eingefärbt gewesen sein. So gesehen machte dieses im Prinzip nur aus Prachträumen bestehenden Prunkschiff seinem Namen als „Erster“ oder „Leiter“ der Gemächer alle Ehre. Das Schiff war für König Ptolemaios IV. Philopator auch eine Art Propaganda- oder Demonstrationsobjekt seines Königtums. Da der Schiffsname auch als „Förderer der Gemächer“ (= Palast) übersetzt werden kann, passt auch der Name Thalamegos zu diesem Programm. Die manchmal gelesenen Übersetzungen „Großes Gemach/Schiff“ (altgriechisch Mégas Thálamos oder Thalamomégas) oder „Gemächerträger“ (altgriech. Thalamóphoros, wie Phósphoros = ‚Lichtträger, Abendstern‘) sind nicht korrekt. Es soll ein weiteres Prunkschiff, den Tessarakontes (altgriech. τεσσεράκοντα, attisch τεττεράκοντα ‚vierzig‘), gegeben haben.
Als Quelle für dieses Schiff wird Das Gelehrtenmahl (altgriech. Deipnosophistai) des Athenaios von Naukratis (2. bis 3. Jahrhundert n. Chr.) und die darin aufgeführte unvollständige Beschreibung des Kallixeinos von Rhodos (3. Jahrhundert v. Chr.) genannt.